# Yoon Dae-nyeong
Dans ce nom coréen, le nom de famille, Yoon, précède le nom personnel.
Yun Dae-nyeong, né en 1962 à Yesan dans la province de Chungcheongnam-do, est un auteur sud-coréen. 

## Biographie
Yun Dae-nyeong est né en 1962 à Yesan, dans la province de Chungcheongnam-do. Il est diplômé de l'université Dankook en littérature et langue françaises. Il admettra pourtant que cette formation était plus liée avec la littérature coréenne qu'avec la culture française. Il passa son enfance d'abord avec ses grands-parents avant de pouvoir rejoindre le foyer parental à l'âge de 8 ans. Sa famille vivait de façon itinérante, ce qui l'a amené à vivre dans des contextes très variés, mais toujours dans la pauvreté. L'enfant est avant tout un dévoreur de littérature, notamment durant ses années au lycée où il passe la majeure partie de son temps à lire. 
Il écrivit son premier récit durant ses études au lycée. Sa passion pour l'écriture lui permit de remporter ses premiers prix littéraires dès le lycée. En 1988, alors qu'il est étudiant à l'université, sa nouvelle Un cercle (Won) lui permet d'obtenir le deuxième prix au concours littéraire du printemps organisé par le journal Daejeon Ilbo. 

## Œuvre
La première nouvelle de Yoon Dae-nyeong, Un cercle, fut publiée dans le journal Daejeon Ilbo en 1988 avant d'être republiée en 1990 dans la revue Pensée littéraire (Munhak Sasang). Avec ses récits suivants, La forêt de ma mère (Eomma-ui sup), Le courrier de la pêche des poissons argentins (Euneo naksi tongsin), Un courrier de Miari, 9 janvier 1993 (January 9 1993, Miari tongsin), Une vache vient de temps en temps au motel (Soneun yeogwan euro deureo onda gakkeum), Yoon acquiert la réputation d'un auteur qui a su capter l'esprit des années 1990 et la sensibilité des Coréens à cette époque. 
Il connaît un succès populaire à partir de l'année 1990 en remportant le prix du Nouvel écrivain décerné par la revue Pensée littéraire (Munhak Sasang). Cette récompense constitue le début d'une multitude de distinctions pour l'auteur parmi lesquelles on peut citer le prix du Jeune artiste d'aujourd'hui (1994), le prix Yi Sang (1996), le prix de littérature contemporaine (Hyundae Munhak, 1998) et le prix littéraire Yi Hyo-seok (2003). Il a également écrit de nombreuses nouvelles : Regarde l'escalier du sud (Namjjok gyedaneul bora), De nombreuses étoiles ont convergé vers un même endroit (Maneun byeoldeuri han-gotseuro heulleogatda), des essais comme Les choses que je souhaite lui dire (Geunyeo-ege yaegihaejugo sipeun geotdeul), Les cuillères et les baguettes de ma mère (Eomeoni-ui sujeo), ainsi que des romans Je suis allé voir un vieux film (Yennal yeonghwareul boreogatda), Miran (Miran), Un voyageur dans la neige (Nunui yeohaengja), Entre terre et ciel (Cheonjigan), et Pourquoi le tigre est-il allé à la mer ? (Horang-ineun wae badaro ganna).